# 현대종합특수강
현대종합특수강 주식회사는 2011년에 동부제철주식회사의 선재(銑材) 사업부문을 분할하여 설립되었으며, 주요 기간산업의 부품소재로 쓰이는 선재제품을 생산하고 있는 기업이다.

## 연혁
- 2019.09 증평공장 준공
- 2016.07 중국 강소공장 완공
- 2015.02 현대자동차그룹 편입 / 현대종합특수강으로 상호변경
- 2013.02 Peeling Machine 신설
- 2012.07 QT(Quenching & Tempering) Line 신설
- 2012.05 Draw Bench 신설(Max Size 100mm 생산가능)
- 2011.01 동부특수강주식회사 설립 (동부제철주식회사의 선재 사업부문 분할설립)

## 본점 및 지점 현황
- 본점: 서울특별시 강남구 강남대로 308, 10층 (역삼동, 랜드마크타워)
- 포항1공장: 경상북도 포항시 남구 대송로 151 (괴동동)
- 포항2공장: 경상북도 포항시 남구 철강로 405 (호동)
- 증평공장: 충청북도 증평군 도안면 증평2산단로 155

## 같이 보기
- 현대자동차그룹
- 현대자동차
- 기아